# Мадагаскарське підцарство

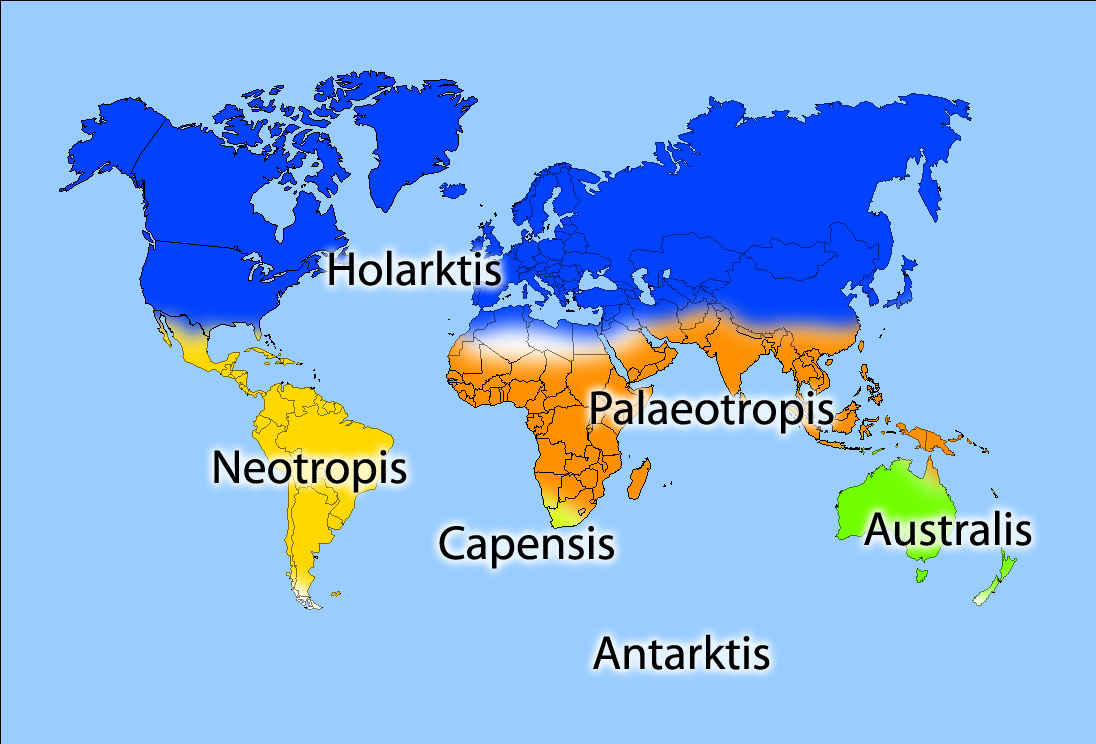
Карта флористичного районування

Мадагаскарське підцарство — підцарство у флористичному районуванні в біогеографії і екології. Частина Палеотропічного царства. Займає острів Мадагаскар і прилеглі до нього групи островів: Маскаренські, Коморські, Сейшельські, Амірантські.
Мадагаскарське підцарство включає тільки одну флористичну область — Мадагаскарську.

## Флора
Флора Мадагаскарського підцарства формувалася в умовах ізоляції, тому своєрідна і ендемічна. Ендемізм проявляється тут на рівні родин, родів і видів. Є і спільні види для Мадагаскару, Африки, Індостану, Малезії. Як пояснення цієї спорідненості наводиться гіпотеза  континентального дрейфу, яка стверджує, що колись материки знаходилися близько один до одного, а з часом розішлися. Тут зустрічається пальма рафія і баобаб, характерні також і для Африки. Загалом таких видів — близько 170. З Індостаном і Малезією спільні — саговник і непентес, що ростуть в східній частині острова, де простір зайнятий вологими тропічними лісами (гілеєю).
На Сейшелах росте сейшельська пальма — ендемік, плоди якої мають масу 13-18 кг. Окремі райони зростання цієї пальми оголошено заповідниками.